# Contrato de compraventa
La compraventa (en latín emptio venditio) es un contrato consensual, bilateral, oneroso y típico mediante el cual un sujeto (vendedor) se obliga a transferir la propiedad sobre un bien a favor de otro sujeto (comprador) a cambio de que este último le pague un precio en dinero. Es decir, es un contrato cuya causa es la transmisión del derecho de propiedad.

## Características
El contrato de compraventa se caracteriza por ser: 
- Bilateral, pues engendra derechos y obligaciones para ambas partes;

- Oneroso, porque confiere provechos y gravámenes, también recíprocos;

- Conmutativo, ya que generalmente las prestaciones son ciertas y determinadas al realizar el contrato;

- Consensual, dado que la voluntad de las partes debe ser expresa (para compraventa de muebles) y también formal (para inmuebles). En materia de muebles no se requiere formalidad alguna para la validez del acto; es decir, se aceptan las distintas formas de manifestación de la voluntad dentro del consentimiento tácito y expreso. En el tácito, se admite que por hechos indubitables la compraventa de bienes muebles se forme y constituya, generalmente en aquellos casos en que se tome la cosa y se deposita el precio: hecho indubitable de la manifestación de la voluntad para celebrar el contrato. En cuanto al consentimiento expreso, se acepta que verbalmente, la compraventa pueda celebrarse por señas, o por escrito si así se prefiere, sin que sea menester esta formalidad para los bienes muebles. En cuanto a los inmuebles, el contrato siempre debe constar por escrito, pero el documento puede ser público o privado, dependiendo el importe.

- Principal, porque existe por sí solo y no depende de otro contrato.

## Historia
En el derecho romano es el convenio de cambiar una cosa (que se entregara al comprador) por una cantidad de dinero (pretium) que se pagara al vendedor (venditor). De hecho la forma más primitiva de compraventa consistió en el trueque de cosa y precio. Un tipo paradigmático de negocio de "toma y daca". Este se realizaba con el simple intercambio manual para la compra de res nec manicipi y adoptaba la forma solemne de manicipatio para la compra de res manicipi.<, J.A. Derecho Privado Romano. 14 Ed. Ediciones Universidad de Navarra. Pamplona, España. 
En el derecho griego exigía para la perfección de la compraventa, el pago del precio o la forma escrita; en la compra de género futuro el pago anticipado era préstamo de dinero. esto repercutió en la jurisprudencia romana, quien llegó admitir la perfección del contrato por el simple consentimiento, presentándose como simultáneas las obligaciones de entregar y pagar.

Gayo, en su obra Institutas, define el contrato de compraventa - emtio venditio - como un contrato consensual por el que una persona denominada vendedor (venditor), se obliga a transmitir la libre y pacificaposesión y el disfrute útil (habere licere) que tiene sobre una cosa (merx), a otra persona denominada comprador (emptor), a cambio de una cantidad cierta de dinero (pretium).

## Función económica
La compra venta resulta ser el medio más eficaz y práctico por el cual se intercambia la riqueza. La aparición de la moneda trajo como consecuencia el nacimiento del contrato de compra venta, precisando con mayor realismo el valor económico de las contraprestaciones, ya que la concepción primitiva de los valores al ganado o a la pecunia, daba a los contratantes una aproximación en las contraprestaciones, pero no con la misma precisión de la moneda merced de los valores fraccionarios.

## Especies

### Compraventa civil
Definida como la obligación del vendedor a entregar una cosa determinada y la obligación del comprador a pagar un precio cierto, en dinero o signo que lo represente.

### Compraventa mercantil
Definida como la compraventa de bienes o muebles para revenderlas, bien en la misma forma que se compraron o bien en otra diferente, con ánimo de lucrarse en la reventa. Y realizar la venta exitosa y no encontrar engaños en lo que se muestra

### Compraventa con reserva de dominio
Es aquel contrato en el cual las partes, mediante un pacto expreso, modifican el efecto traslativo de dominio, haciéndolo depender del cumplimiento de una obligación por parte del comprador.

### Compraventa en abonos
Es aquel contrato en el cual mediante pacto expreso de las partes acuerdan que el comprador cubrirá de manera total o parcial en cierto tiempo el precio de la cosa mediante entregas parciales en cierto tiempo.

Si se pactara que la totalidad del precio se pagara en cierto tiempo en una sola exhibición no sería compraventa en abonos, sino un contrato de compraventa con el pago del precio diferido, por lo que la condición para que exista dicho contrato es que existan pagos en parcialidades

### Compraventa con pacto de preferencia
Contrato en el cual las partes pactan que el comprador se obliga a no vender el bien adquirido como consecuencia de la compraventa, sin antes darle preferencia al vendedor para volver a adquirirlo en igualdad de condiciones en que pudiera adquirirlo un tercero.

### Compraventa con pacto de no vender a determinada persona
Es aquel contrato en el cual las partes pactan que el comprador no pueda vender a determinada persona el bien que ha adquirido y es objeto del contrato. No debe confundirse con el hecho de pactar no vender a persona alguna, pues el contrato sería nulo.

### Compraventa de esperanza
Es aquel contrato en el cual las partes pactan la entrega de cosas futuras a cambio de un precio cierto y en dinero, por lo que el comprador corre el riesgo de que esas cosas nunca lleguen a existir y aun así este deba cubrir el precio.

### Compraventa de cosa esperada
Contrato en el cual las partes pactan la entrega de cosas futuras y el pago del precio subordinándolas a la condición suspensiva de que la cosa llegue o no a existir.

### Compraventa judicial
Es equiparada por la ley a una enajenación forzada. Técnicamente no es un contrato porque no existe acuerdo de voluntades entre el propietario del bien y el deudor del crédito que da origen al procedimiento judicial, ni mucho menos el mejor postor. Por regla general, dentro del procedimiento judicial, el propietario no acude a esta audiencia, y aunque lo hiciera y manifestará su inconformidad con el procedimiento su consentimiento es irrelevante para la enajenación del bien.
Por otra parte, tampoco es una compraventa ya que ninguna de las partes, ni el juez de conocimiento, fijan el precio en que se remata la cosa, tampoco los peritos que la valuarán, ya que ellos señalarán un valor y precio estimado que servirá de base para su estimación y la legalidad de sus posturas. En todo caso, el mejor postor será el que fije el precio al ofrecer una cantidad a cambio de la cosa, que debe ser cuando menos las mismas, que sea considerada como postura legal. En síntesis, si no haya acuerdo de voluntades entre el propietario y el adquirente, ni respecto a la transmisión del bien, ni respecto el precio, no puede hablarse de contrato de compraventa.

## Elementos

### Elementos personales
Los elementos personales de este contrato se conforman por dos partes: el comprador y el vendedor.
1. Vendedor: aquella persona física o moral que se obliga a transferir el dominio de una cosa o un derecho a otro.
2. Comprador: aquella persona física o moral que se obliga para con el vendedor a pagar un precio cierto y en dinero a cambio de una cosa que pasará a su propiedad.

### Elementos reales
Los elementos reales son dos: precio y cosa.

#### Precio
Como parte de la prestación que debe dar el comprador, el precio debe tener las siguientes características:
- Cierto, es decir, que debe ser determinado y determinable, debe fijarse al celebrar el contrato de manera precisa, matemática y exacta.
- En dinero, es decir, que debe ser en moneda nacional que tenga curso y poder liberatorio pleno conforme a la ley monetaria. Se puede pactar dentro del contrato que una parte se pague en dinero y otra parte del precio se pague en especie siempre y cuando el importe en dinero sea igual o mayor que el valor de esa cosa.
- Verdadero: no debe ser ficticio, pues si no se estaría en presencia de un contrato ficticio o de donación.
- Justicia, no es requisito de validez del precio su justicia.

#### Cosa
Pueden ser objeto del contrato de compraventa todas las cosas y derechos que reúnan los siguientes requisitos: 
- Debe existir en la naturaleza. También pueden ser objeto del contrato las cosas futuras o las compras de esperanza.
- Debe estar determinado, es decir, individualizado puntualizando ciertos respecto a la cosa.
- Debe ser determinable en especie, es decir, datos de género, calidad, cantidad, peso o medida.
- Debe estar en el comercio. Las cosas pueden estar fuera del comercio por su naturaleza, es decir, no puede ser poseída por algún individuo, y cuando la ley así lo declare.[8]

### Elementos formales
Los contratos de compraventa tienen dos vertientes:
1. Contratos de compraventa de bienes muebles. La ley no exige una manera especial para que se exteriorice el consentimiento; por lo tanto, la forma es libre. Por lo que, este contrato puede celebrarse en escritura pública, en documento privado, con o sin testigos, en forma verbal o por actos o circunstancias que necesariamente supongan ese consentimiento.
2. Contratos de compraventa de bienes inmuebles. Este contrato es formal en virtud de que la ley exige una formalidad determinada e impuesta para su validez que deberá constar en escritura pública, ya que, si el valor de avaluó del no excede al equivalente a trescientos sesenta y cinco veces el salario mínimo, este podrá realizarse en contrato privado, con la forma de los contratantes, ante dos testigos, ratificado ante notario, ante juez competente y registrado en el Registro Público de la Propiedad y el Comercio.

## Efectos del contrato de compraventa

### Obligaciones del vendedor
- Conservar el bien objeto de la compraventa hasta su entrega.
- Entregar el bien al comprador en el lugar y en el momento convenidos.
- Garantizar al comprador una posesión útil.
- Garantizar al comprador una posesión pacífica.
- Responder a la evicción.
- Recibir el pago del precio.

### Obligaciones del comprador
- Pagar el precio.
- Pagar intereses en caso de demora o de compraventa con precio aplazado.
- Recibir el bien comprado.
- Recibirlo en buen estado.

## Modalidades especiales de la compraventa
- Compraventa con reserva de dominio: es aquella en que la transferencia del dominio queda sujeta a una condición suspensiva que puede consistir en el pago del precio o cualquier otra lícita. No es reconocida por todos los ordenamientos jurídicos.

- Compraventa a plazo (en abonos): es aquella en que el vendedor, por un lado, realiza la transferencia de la propiedad, y por otro el comprador, se obliga a realizar el pago fraccionado en un determinado número de cuotas periódicas.

- Compraventa ad gustum (al gusto): es aquella que está sometida a la condición futura e incierta de superar una prueba o degustación que permita averiguar si la cosa posee la calidad expresa o tácitamente convenida.

- Compraventa con pacto de preferencia: es aquella en la que se establece, para el comprador, la obligación de permitir, en caso de futura venta, que una determinada persona adquiera la cosa, con prioridad sobre el resto de eventuales compradores. Igualmente, el comprador estará además obligado a informar al beneficiario del pacto de preferencia sobre la puesta en venta del bien.

- Compraventa con pacto de retroventa: es aquella en que se atribuye al vendedor un derecho subjetivo, por el que puede recuperar el objeto vendido. Cabe añadir que la finalidad económica de esta figura gira en torno a la posibilidad de que el vendedor adquiera liquidez suficiente, con la futura esperanza de recuperar la cosa. De ahí que existan grandes facilidades para simular una compraventa con pacto de retroventa, tratándose realmente de un préstamo garantizado.

- Compraventa con pacto comisorio.

- Compraventa con arras.

- Compraventa con garantía hipotecaria es aquel que se realiza cuando el comprador adquiere un bien mueble o inmueble y en el mismo acto está adquiriendo e hipotecando. Se hace ante la fe de un notario público y para que se pueda realizar la compraventa en esta modalidad el bien no debe tener ningún gravamen, esto se debe demostrar con un certificado que expide el Registro Público de la Propiedad y Comercio del Estado en donde se esté realizando el contrato.

## Escritura de compraventa
La escritura de compraventa es un documento que transfiere el derecho de propiedad de bienes de una persona a otra. Se utiliza en situaciones en las que el antiguo propietario transmite el derecho de propiedad de los bienes al nuevo propietario. Las escrituras de compraventa pueden usarse en diversos tipos de transacciones: para la venta de bienes, intercambio, donación o prenda de objetos. Pueden emplearse únicamente para la transferencia del derecho de propiedad sobre bienes que ya son propiedad de las personas, o para la transferencia del derecho de propiedad de bienes muebles materiales y solo por personas físicas y empresas no corporativas.
Las escrituras de compraventa existen en el derecho común de manera completamente independiente de cualquier legislación. En Inglaterra y Gales están reguladas por dos leyes victorianas: la Ley de Escrituras de Compraventa de 1878 (41 y 42 Vict. c. 31) y la Ley de Enmiendas a la Ley de Escrituras de Compraventa (1878) de 1882 (45 y 46 Vict. c. 43). Esta área del derecho fue objeto de examen por parte de la Comisión de Legislación, que publicó una propuesta de modificación en 2017.
El término «escritura de compraventa» se refería originalmente a cualquier forma escrita mediante la cual se efectuaba o confirmaba la disposición absoluta de bienes muebles por un valor. Aunque los acuerdos verbales pueden parecer suficientes, rara vez resisten el escrutinio en una disputa. La escritura de compraventa: 
- Sirve como prueba de la transferencia del derecho de propiedad
- Ayuda a verificar datos de la transacción, como la fecha y el importe
- Puede ser requerida para obtener el derecho de propiedad y registro, especialmente para vehículos
- Protege tanto al comprador como al vendedor de responsabilidades futuras.[15]

Las escrituras de compraventa han existido en el derecho común al menos desde la Edad Media, cuando se usaban con mayor frecuencia en fines comerciales en la industria marítima. Dado que en la época victoriana la población comenzó a poseer una mayor cantidad de bienes personales, las escrituras de compraventa comenzaron a usarse como una forma de crédito al consumo. Los acreedores concedían crédito prendando: todo tipo de enseres domésticos, muebles, vajilla, ropa de hogar, porcelana, libros, inventario de mercancías, utensilios cerveceros y toda clase de bienes.

## Regulación por países

### Colombia
El Código Civil y Comercial Colombiano lo tratan en sus artículos: 
Artículo 1849 C.C. Concepto de compraventa:
La compraventa es un contrato en que una de las partes se obliga a dar una cosa y la otra a pagarla en dinero. Aquélla se dice vender y ésta comprar. El dinero que el comprador da por la cosa vendida se llama precio.
Artículo 905 C.Com. Definición de compraventa
La compraventa es un contrato en que una de las partes se obliga a trasmitir la propiedad de una cosa y la otra a pagarla en dinero. El dinero que el comprador da por la cosa vendida se llama precio.
- Título XXIII: De la Compraventa
- Capítulo I.De la Capacidad para el Contrato de Venta
- Capítulo II.Forma y Requisitos del Contrato de Venta
- Capítulo III.Del Precio
- Capítulo IV.De la Cosa Vendida
- Capítulo V.De los Efectos Inmediatos del Contrato de Venta
- Capítulo VI. De las Obligaciones del Vendedor y Primeramente de la Obligación de Entregar
- Capítulo VII.De la Obligación de Saneamiento y Primeramente del Saneamiento por Evicción
- Capítulo VIII Del Saneamiento de Vicios Redhibitorios
- Capítulo IX.De las Obligaciones del Comprador
- Capítulo X Del Pacto Comisorio
- Capítulo XI.Del Pacto de Retroventa
- Capítulo XII.De Otros Pactos Accesorios al Contrato de Venta
- Capítulo XIII.De la Rescisión de la Venta por Lesión Enorme

### Argentina
El Código Civil y Comercial Argentino lo trata dentro del Libro III acerca de los "Derechos Personales", en el Título IV acerca de los "Contratos en particular", le dedica el primer capítulo del mencionado título al contrato de compraventa, este a su vez se divide en 8 secciones:
- Sección 1.ª "Disposiciones Generales" (arts 1123 - 1128)
- Sección 2.ª "Cosa "vendida" (arts 1129 - 1132)
- Sección 3.ª "Precio" (arts 1133 - 1136)
- Sección 4.ª "Obligaciones del vendedor" (arts 1137 - 1140)
- Sección 5.ª "Obligaciones del comprador" (art 1141)
- Sección 6.ª "Compraventa de cosas muebles" (arts 1142 - 1162)
- Sección 7.ª "Algunas cláusulas que pueden ser agregadas al contrato de compraventa" (arts 1163 - 1169)
- Sección 8.ª "Boleto de compraventa" (arts 1170 - 1171)

### España
En el Derecho español la Compraventa con reserva de dominio, el traspaso posesorio es realizado en el momento de la perfección del contrato, quedando la transmisión de la propiedad supeditada al cumplimiento de una determinada condición.
La compraventa a plazos se realiza la transmisión de posesión y propiedad de un bien mueble, corporal, identificable y no consumible, naciendo, por el lado del adquirente, la obligación de realizar el pago fraccionado en un determinado número de cuotas periódicas. Esta modalidad, debido a su trascendencia en la economía contemporánea, ha sido regulada específicamente por la Ley 28/1998.
La compraventa con pacto de retroventa (retracto convencional), en caso de bienes inmuebles, mientras el pacto de retro no haya sido inscrito en el Registro de la Propiedad no vincula al tercero que adquiera la propiedad procedente del comprador.
La compraventa ad gustum de acuerdo con el artículo 1115 del Código Civil, no puede tratarse de una condición puramente potestativa, prohibida por dicho artículo. Finalmente, una vez haya resultado positiva la prueba, el comprador pierde la facultad de desistir de la compraventa.

### México
Los artículos 2248 al 2322 del Código Civil Federal regulan el contrato de compraventa.
En el Derecho mexicano la compraventa es perfecta y obligatoria para las partes, por regla general, cuando se ha convenido sobre la cosa y su precio, aunque la cosa no haya sido entregada ni el precio satisfecho.
El pacto de retroventa está expresamente prohibido, así como la promesa de venta de un bien raíz que haya sido objeto de una compraventa entre los mismos contratantes

### Chile
Los artículos 1793 al 1896 del Código Civil de Chile regulan el contrato de compra-venta.

### El Salvador
Los artículos 1597 a 1686 del Código Civil regulan la compraventa civil, y los artículos 964 al 994 del Código de Comercio regulan la compraventa mercantil.

### Guatemala
La compraventa se encuentra regulada de los artículos 1790 al 1843 del Código Civil (Decreto 106). Se entiende que por el contrato de compraventa el vendedor transfiere la propiedad de una cosa y se compromete a entregarla, y el comprador se obliga a pagar el precio en dinero.